# Arantia brevipes
Arantia brevipes är en insektsart som beskrevs av Lucien Chopard 1954. Arantia brevipes ingår i släktet Arantia och familjen vårtbitare. Inga underarter finns listade i Catalogue of Life.